# عبد الله خليل
عبد الله خليل(1892-1970) هو سياسي سوداني ورئيس وزراء سابق للسودان.

## حياته
ولد بأم درمان عام 1892م، وتخرج من كلية غردون قسم المهندسين وإلتحق بالمدرسة الحربية. وحصل على رتبة أمير آلاي.
كان من أعضاء جمعية اللواء الأبيض منفذة ثورة 1924م التي كان المثقفون (الأفندية) في طليعتها. ثم تحول عبد الله خليل للفكرة الاستقلالية بعد فشل الثورة.
وكان من أبرز المؤسسين لـ حزب الأمة كحزب يقود الشعار الاستقلالي وقد انتخب عبد الله خليل كأول سكرتير عام للحزب.
كان رئيسا للوزراء في أول حكومة بعد الاستقلال وقد سلم السلطة لقيادة القوات المسلحة ممثلة في الفريق عبود في 17 نوفمبر 1958م وذلك بمباركة من السيد عبد الرحمن المهدي وفق رؤية معينة نكصت عنها قيادة الجيش وبطشت به وبحزب الأمة على وجه الخصوص وبكل القوى السياسية السودانية عموما

## اقرأ أيضاً
- تاريخ السودان

## روابط خارجية
- عبد الله خليل على موقع مونزينجر (الألمانية)